# Objectiu: Britney Spears
Objectiu: Britney Spears (originalment en anglès, Framing Britney Spears) és un documental estatunidenc del 2021 dirigit per Samantha Stark i produït per Jason Stallman, Sam Dolnick i Stephanie Priess. El documental segueix la vida i la carrera de la cantant Britney Spears; el seu ascens a la fama com a superestrella del pop mundial als 16 anys; el seu tracte gratuït i misogin per part dels mitjans de comunicació i dels paparazzi; la seva publicitada ruptura el 2007; la tutela que durant els anys 2008 i 2021 la va posar involuntàriament sota el control del seu pare Jamie Spears i el moviment Free Britney de la base de fans de la cantant.
El documental es va estrenar el 5 de febrer de 2021 com a edició de The New York Times Presents a FX i FX on Hulu. Poc després de l'emissió del documental, un jutge testamentari va desestimar les objeccions de Jamie pel que fa a l'acord de cotutela. El documental va obtenir l'aclamació de la crítica i una àmplia cobertura mediàtica internacional, contribuint a augmentar la conscienciació del públic general sobre la disputa de la tutela i una reavaluació del tracte masclista de Spears per part dels mitjans. El documental va guanyar el Premi TCA a la fita en notícies i informació, i va rebre dues nominacions a la 73a edició dels premis Creative Arts Emmy, inclosa la de millor documental o especial de no-ficció. El 21 de desembre de 2021 es va estrenar el doblatge en català al programa Sense ficció de TV3.